# Alphonse Mayer von Rothschild
Alphonse Mayer von Rothschild (Beč, Austro-Ugarska, 15. veljače 1878. – Bar Harbor, SAD, 1. rujna 1942.), austrijski barun, bankar, pravnik, filantrop i sakupljač umjetnina iz austrijske loze bogate židovske obitelji Rothschild.

## Životopis
Rodio se kao drugo od sedmero djece i drugorođeni sin u obitelji baruna Alberta Salomona von Rothschilda (1844. – 1911.) i barunice Bettine Caroline de Rothschild (1858. – 1892.). Studirao je pravo na Sveučilištu u Beču, doktorirao je 1903. godine, ali se nije nikada aktivno bavio pravom. Obožavao je klasičnu književnost i filateliju. Njegova kolekcija poštanskih maraka bila je jedna od najboljih na svijetu.
Nakon što su nacisti proveli Anschluss Austrije 1938. godine i konfiscirali obiteljsku banku S M von Rothschild, Alphonse Mayer je emigrirao sa suprugom u Englesku, a uskoro su se ujedinili s kćerima u Švicarskoj i otputovali u Englesku, a odatle su emigrirali u SAD.

### Privatni život
Oženio je Engleskinju Clarice Sebag-Montefiore (1894. – 1967.) dana 20. studenog 1912. godine i s njom je imao troje djece:
- Albert Anselm Salomon Nimrod von Rothschild (1922. – 1938.)
- Bettina Jemima von Rothschild (1924. – 2012.)
- Gwendoline Charlotte Frances Joan von Rothschild (1927. – 1972.)